# Jefferson Alexander Cepeda
Jefferson Alexander Cepeda Ortiz (* 16. června 1998) je ekvádorský profesionální silniční cyklista jezdící za UCI WorldTeam EF Education–EasyPost. Jeden z jeho bratranců, jenž se také jmenuje Jefferson Cepeda, je také profesionálním cyklistou, jezdícím za tým Caja Rural–Seguros RGA.

## Hlavní výsledky
2017
Národní šampionát
2. místo časovka do 23 let
4. místo časovka
2018
Národní šampionát
 vítěz časovky do 23 let
3. místo silniční závod do 23 let
Panamerické mistrovství
5. místo časovka do 23 let
Jihoamerické hry
6. místo silniční závod
2019
Clásico RCN
vítěz 4. etapy
Národní šampionát
2. místo silniční závod
3. místo časovka
Panamerické mistrovství
 3. místo silniční závod do 23 let
Tour de l'Avenir
9. místo celkově
vítěz 10. etapy
2020
Tour de Savoie Mont-Blanc
10. místo celkově
2021
Národní šampionát
 vítěz silničního závodu
Tour de Savoie Mont-Blanc
 celkový vítěz
 vítěz bodovací soutěže
vítěz 2. etapy
Tour of the Alps
4. místo celkově
 vítěz soutěže mladých jezdců
2022
Giro di Sicilia
2. místo celkově
 vítěz soutěže mladých jezdců
2023
Tour de l'Ain
vítěz 2. etapy
Tour de Langkawi
2. místo celkově
Národní šampionát
3. místo časovka
Tour of the Alps
4. místo celkově
7. místo Trofeo Laigueglia
2024
Národní šampionát
4. místo silniční závod

### Výsledky na Grand Tours
| Grand Tour      | 2020 | 2021 | 2022 | 2023 | 2024 |
| --------------- | ---- | ---- | ---- | ---- | ---- |
| Giro d'Italia   | 78   | DNF  | DNF  | 53   | 71   |
| Tour de France  | —    | —    | —    | —    |      |
| Vuelta a España | —    | —    | —    | —    |      |